# Ludovico Cigoli

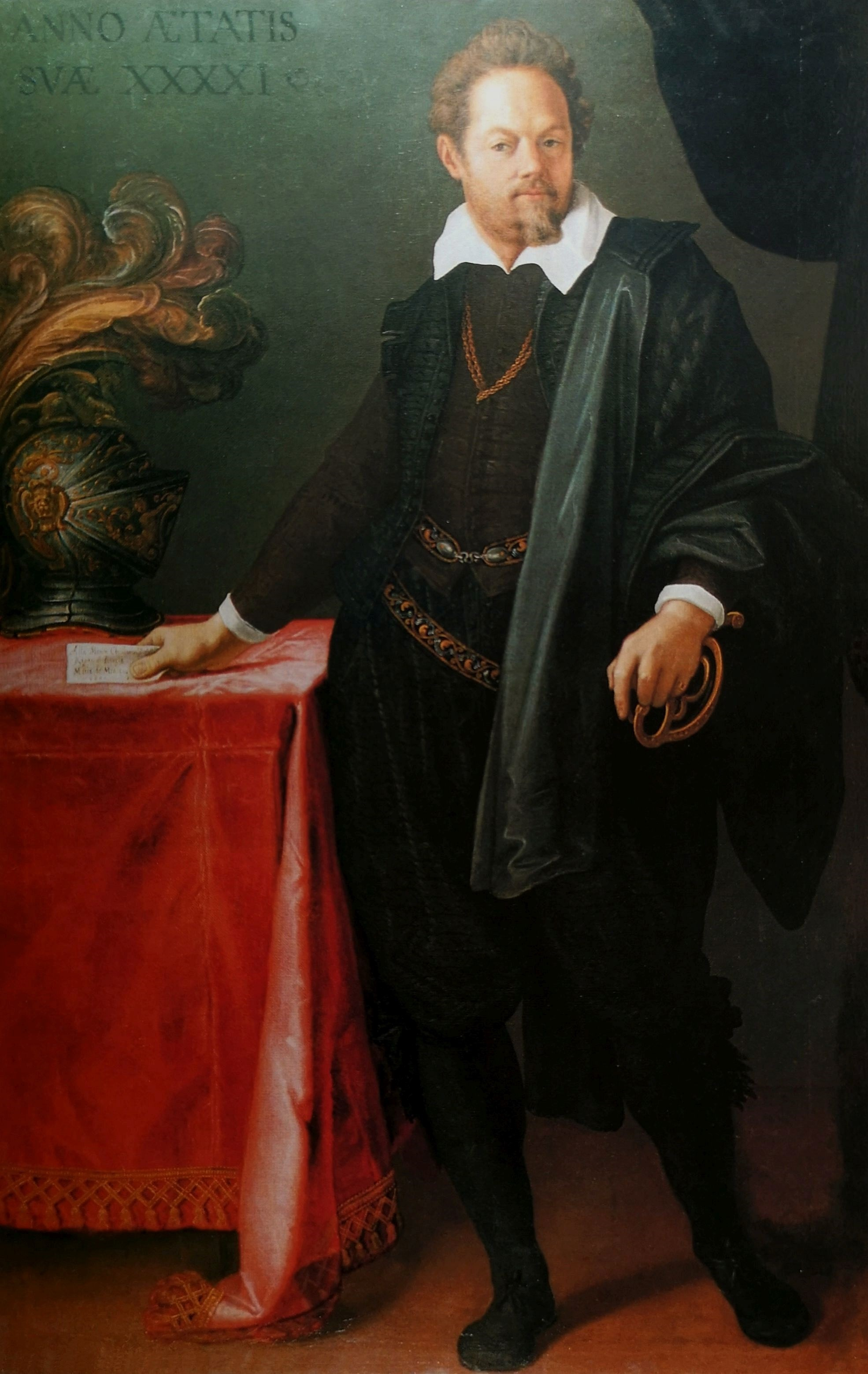
Selbstporträt mit einem Brief an Maria de’ Medici, 1600, Porczynski-Sammlung, Warschau

Ludovico Cigoli, eigentlich Lodovico Cardi da Cigoli (* 21. September 1559 in Castelvecchio di Cigoli [heute San Miniato, Ortsteil Cigoli]; † 8. Juni 1613 in Rom) war ein italienischer Poet, Maler, Bildhauer und Architekt des Übergangs vom Manierismus zum Barock.

## Leben
Der in der Toskana, nahe dem Ort Cigoli bei Empoli geborene Künstler kam im Alter von 13 Jahren in die Werkstatt des Malers Alessandro Allori, wo er vier Jahre blieb. Eine Vergiftung zwang ihn, zur Genesung seinen Heimatort aufzusuchen. Um 1579 holte ihn Bernardo Buontalenti nach Florenz zurück, um ihn in seiner Werkstatt als Maler zu beschäftigen und ihn in der Architektur auszubilden. Hier lernte er auch Santi di Tito kennen, in dessen Werkstatt er überwechselte. Über Santi eignete er sich den Malstil der Michelangelo-Nachfolge an.

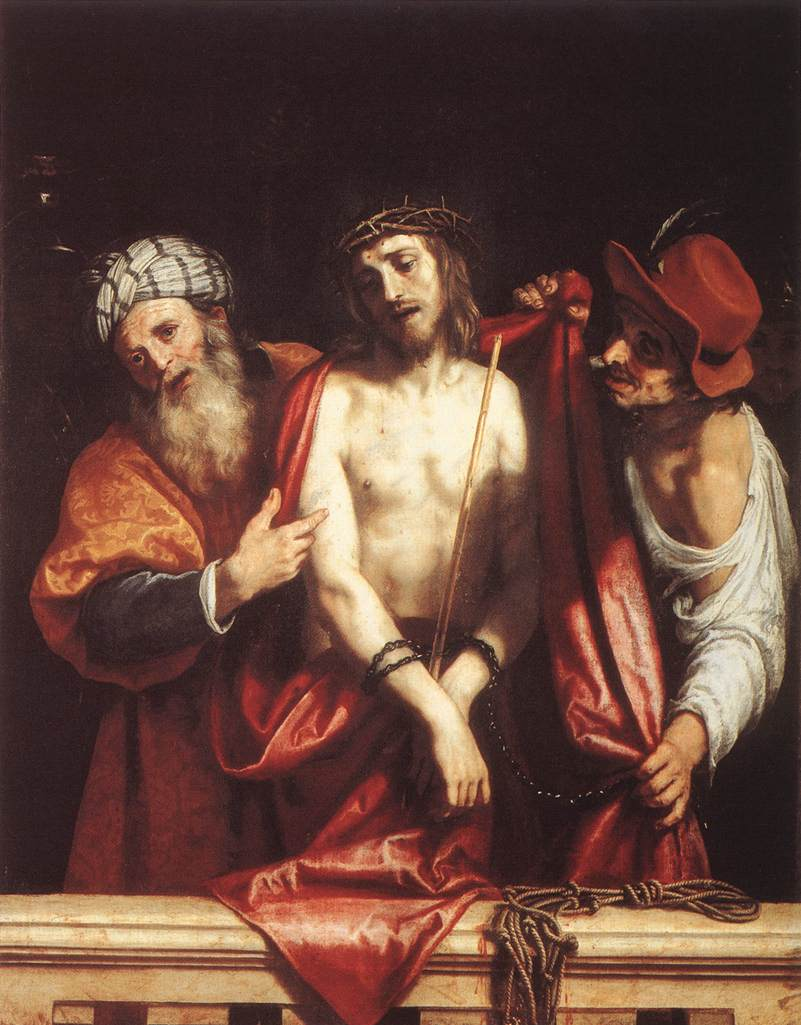
Palazzo Pitti (Florenz): Ecce homo

Gegen 1581 entstand sein erstes Hauptwerk, das Fresko Christus in der Vorhölle für den Großen Kreuzgang (chiostro grande) der Kirche Santa Maria Novella. Ab 1587 ist eine intensive Auseinandersetzung mit dem Werk Federico Baroccis festzustellen. Um 1596 ist ein weiterer Entwicklungsschritt zu beobachten, indem er einen eigenen, unverwechselbaren Stil des Frühbarock entwickelte.
Gegen 1604 siedelte er nach Rom über, um sich an der Ausschreibung zur Gestaltung der Fassade der Peterskirche zu beteiligen, die er gegen Carlo Maderno verlor.
1608 wurde er abermals nach Florenz zurückbeordert, um die künstlerische Leitung für öffentliche Dekorationsarbeiten zu übernehmen. Es folgen zahlreiche Aufträge hoher Persönlichkeiten in Florenz, Rom und zahlreichen anderen Orten Italiens.
Für die Florentiner Kunst war Cigoli von außerordentlicher Bedeutung, indem er durch die Überwindung des seit über einem halben Jahrhundert erstarrten Manierismus den Barockstil in Florenz einführte und ihn durch eine neuartige Flächenbehandlung für den Barockstil insgesamt ein Meilenstein in der Kunstgeschichte darstellt. Als Poet, aber auch als Künstler pflegte er eine enge Freundschaft mit Galileo Galilei.
Von Cigoli sind 45 Werke, darunter 30 datierte Arbeiten bekannt.
Von seinen Schülern seien genannt: Giovanni Bilivert, Sigismondo Coccapani, Andrea Commodi, Cristofano Allori, Filippo Paladini, wahrscheinlich auch Domenico Fetti und Aurelio Lomi.
1603 wurde er Mitglied der Florentiner Accademia della Crusca.

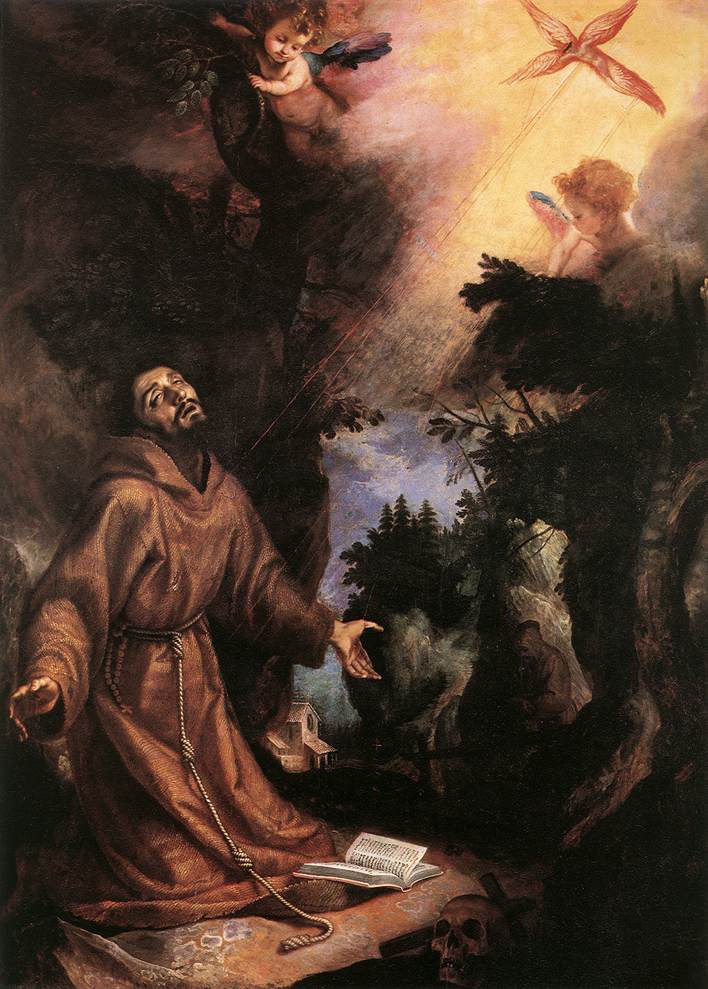
Ludovico Cigoli: Stigmata des Franziskus (Uffizien, Florenz)

## Werke (Auswahl)
- Santa Maria Novella, Chiostro Grande Florenz: Fresko Christus in der Vorhölle (1581)
- San Marco (Florenz): Architekturentwurf der rechten Seitenkapelle (1594)
- Metropolitan Museum of Art (New York): Anbetung der Hirten (1599)
- Kunsthistorisches Museum (Wien) Beweinung Christi (1599)
- Palazzo Medici Riccardi (Florenz): Porträt Cosimo I. de Medici (1600)
- Palazzo Giuli-Rosselmini-Gualandi (Pisa): Hieronymus (um 1603)
- Santa Maria Maggiore, Cappella Paolina (Rom) Kuppelfresko Madonna und Apostel (1612)
- Petersdom (Rom): Petrus heilt einen Aussätzigen
- San Paolo fuori le Mura (Rom): Bekehrung des Paulus
- Villa Borghese (Rom): Fresko Amor und Psyche
- Uffizien (Florenz): Martyrium des Heiligen Stephanus, Venus und Satyr, Opferung Isaaks und Stigmata des Franziskus
- Palazzo Nonfinito (Florenz): Entwurf der Architektur des Innenhofes
- Chiesa di Sant’Agostino (Colle Val d’Elsa): Pieta und Heilige

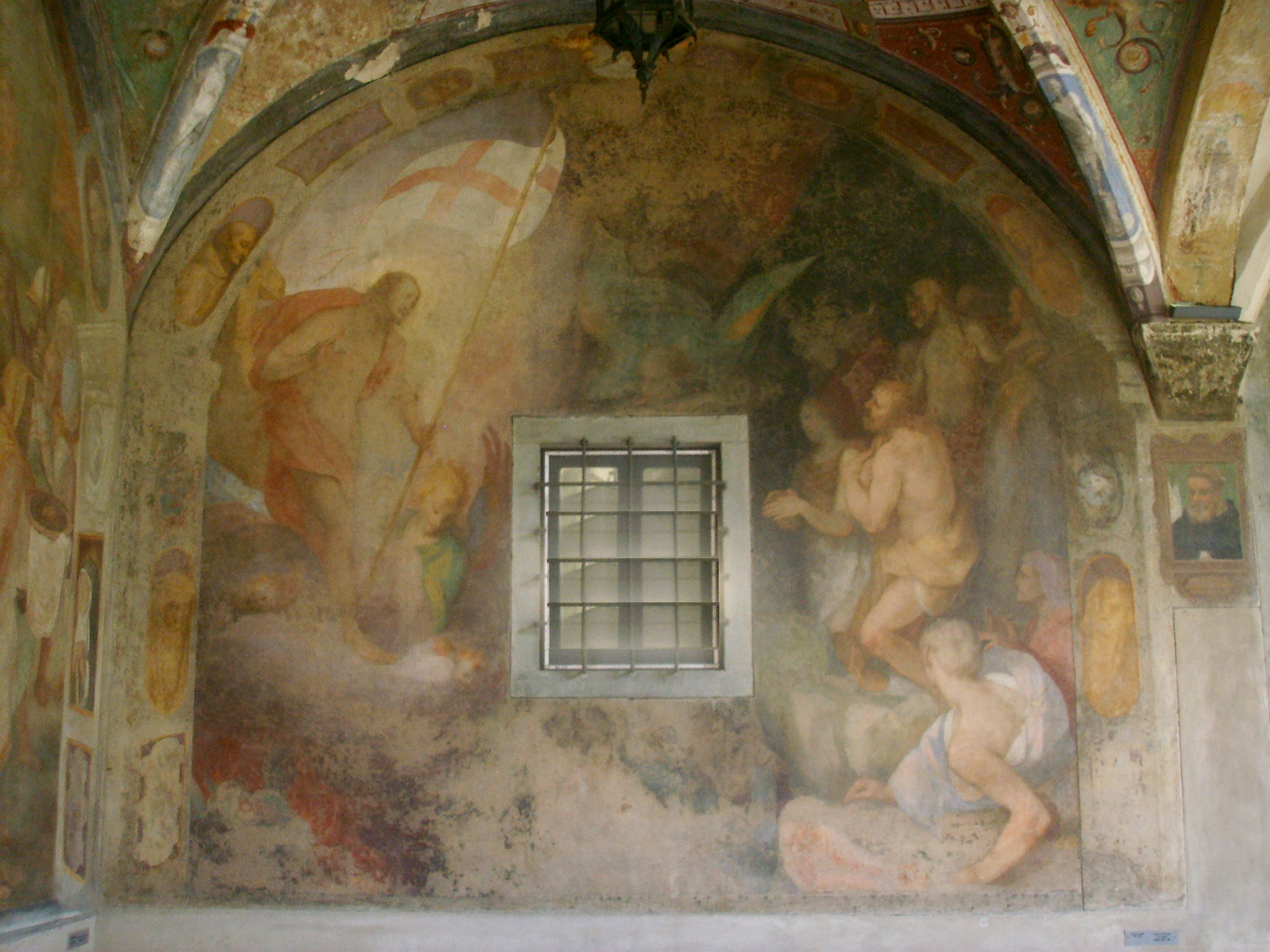
Santa Maria Novella (Chiostro Grande): Christus in der Vorhölle